# Thorp McClusky
Thorp McClusky (1906 – 1975) è stato uno scrittore statunitense noto per i suoi racconti di orrore fantastico.
La sua produzione si articola in diciotto racconti, tutti apparsi sulla rivista pulp Weird Tales e pubblicati in un arco di sedici anni di attività (dal primo, The Crawling Horror del 1936, all'ultimo, The Lamia in the Penthouse - L'evocazione - del 1952). 
Ancora non ha avuto alcuna raccolta a suo nome, probabilmente per la difficoltà di reperire i 279 numeri che compongono la prestigiosa serie pulp.